# Abdas de Susa
Abdas, (também Abda, Abdias, e Audas) foi um bispo de Susa, no Irã (Sócrates de Constantinopla também o chama de "bispo da Pérsia"). Nasceu no século IV de uma mãe zoroastrista. Foi educado em boas virtudes, o que o fez amado por todos. 
Após Abdas ganhar uma excelente educação e crescer em uma vida virtuosa, foi ordenado sacerdote, e construiu em sua cidade natal, um mosteiro e uma escola, que sob seus cuidados pessoais cresceu e chegou a ter cerca de 60 professores, como alguns dizem. Abdas, batizado na fé cristã, converteu muitos outros ao cristianismo, o que fez com que os magos o prendessem. Na prisão, Abdas sofreu humilhações, fome e dor, perseverando a sua fé em Jesus, até a sua libertação milagrosa. 
Durante a perseguição aos cristãos comandada por Sapor II, uma árvore em formato de cruz surgiu do chão e realizou muitos milagres. Esta árvore atraiu muitas pessoas ao seu redor, e foi construído no local um mosteiro, que mais tarde foi utilizado por Abdas como base para pregar o Evangelho da Vida. Abdas tornou-se bispo de Cascar (Susa), e muitas pessoas seguiram seus passos, tornando-se seus discípulos. 
Envolvido em uma disputa com os magos locais em 420, Abdas foi acusado de queimar um de seus templos, uma pirâmide de Aúra-Masda. O xá Isdigerdes I ordenou ao bispo, para recuperar e reparar o edifício à sua própria custa. Com a recusa de Abdas, o rei ordenou a destruição das igrejas. Estes eventos fizeram com que piorasse a relação entre a Igreja cristã e o governo persa, anteriormente tido como boa, e causou uma onda de perseguições contra os cristãos na Pérsia.
Outro fato de que ele teria ajudado Maruta de Martirópolis a expulsar um demônio de Isdigerdes, nada mais certo é conhecido dele. A tradição ainda acrescenta a isto, que ele foi um dos primeiros martirizados na perseguição (apanhou até a morte), e por isso é considerado um santo. Dentre seus companheiros assassinados estão: os sacerdotes Haxu e Isaac, o secretário Efrém, o subdiácono Papa, os leigos Daduk e Durdan, e Papa, um irmão do próprio Abdas. Sua festa é dia 5 de setembro ou 16 de maio na Igreja Católica e 31 de março na Igreja Síria.